# Crawford (Maine)
Crawford es un municipio situado en el condado de Washington, Maine, Estados Unidos. Tiene una población estimada, a mediados de 2021, de 96 habitantes.

## Geografía
Está ubicado en las coordenadas 45°2′53″N 67°34′32″O / 45.04806, -67.57556. Según la Oficina del Censo de los Estados Unidos, tiene una superficie total de 97.85 km², de la cual 89.42 km² corresponden a tierra firme y 8.43 km² son agua.

## Demografía
Según el censo de 2020, había 93 personas residiendo en la zona. La densidad de población era de 1.0 hab./km². El 94.6% de los habitantes eran blancos, el 3.2% eran amerindios, el 1.1% era asiático y el 1.1% era de una mezcla de razas. No había hispanos o latinos viviendo en la localidad.